# Roman Jbanov
Roman Jbanov est un accordéoniste franco-russe, né le 6 juin 1976 dans l'ex-URSS à Pervomaïsk (en ukrainien : Первома́йськ ; en russe : Первомайск)  (région de  Lugansk) (en ukrainien : Луганськ) ou Lougansk (en russe : Луга́нск).

## Biographie
Il apprend  à jouer de l'accordéon à boutons dès l'âge de six ans. Sa mère Valentina Jbanova (diplômée du collège musical de Yalta en classe d'accordéon) lui donne ses premières leçons. En 1987, il entre au lycée spécial attaché au Conservatoire Mikhaïl Glinka de Novossibirsk. Ces professeurs durant les études été Alexandr Kroupine et Andrei Romanov.
Il est lauréat de nombreux prix dont le concours régional des jeunes accordéonistes à Novossibirsk (1989), le concours régional des jeunes accordéonistes à Biisk  en Russie (1991), le Grand Prix International nommé Beloborodov à Toula (1993) et il reçoit le prix de la culture et des arts pour les programmes de ses concerts à Novossibirsk.
Il  se produit également avec l'orchestre d'instruments populaires russes de Novossibirsk sous la direction du maître Vladimir Gousev. Il enregistre régulièrement pour la radio ainsi que pour la télévision.
En 1994, ayant terminé ses études au lycée spécial avec succès, il entre au Conservatoire Supérieur de Novossibirsk.
En 1995, il est lauréat du concours international de Klingenthal en Allemagne. En août de la même année, il donne une série de concerts à Pékin en Chine et en octobre il est lauréat du Trophée Mondial à Cassino en Italie et en décembre Concours International de Mondragón en Espagne (décembre 1995). En juin 1996, il remporte le Concours International de Saint-Pétersbourg  « Baltica-Harmonica ».
En Juillet 1996, il réalise un film télévisé « Un jour de juin ».
En janvier 1997 il est invité par Jacques Mornet pour préparer en France les concours internationaux. En mai 1997, il devient lauréat du concours à Klingenthal en Allemagne. En octobre 1997, il est vainqueur du Trophée Mondial en principauté d'Andorre et au mois de décembre il devient lauréat  du concours international de Mondragón en Espagne et il gagne le prix José Rossi à Isle près de  Limoges en France en 1998. La même année il fonde le duo Paris-Moscou avec Domi Emorine.
En 1999, il obtient son diplôme d'état au Conservatoire Supérieur de Novossibirsk et son D.E.M. (Diplôme d'études musicales) au Conservatoire de Gennevilliers (Hauts-de-Seine). Les diplômes obtenus en Russie ont été confirmés par la validation des acquis de l'expérience (VAE) à Toulouse et il réussit le Master 2 Didactique à ARTS² (Conservatoire Royal de Mons en Belgique).
En 2000, il fait partie de la nouvelle équipe pédagogique du  Centre International de Musique et d'Accordéon 

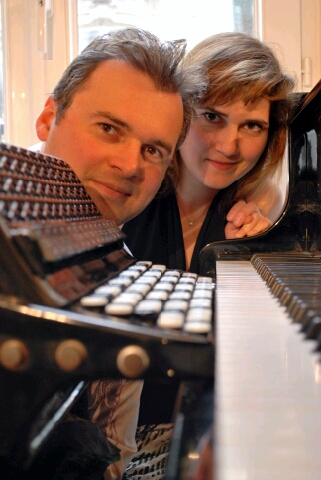
Roman et sa sœur Anna Jbanova

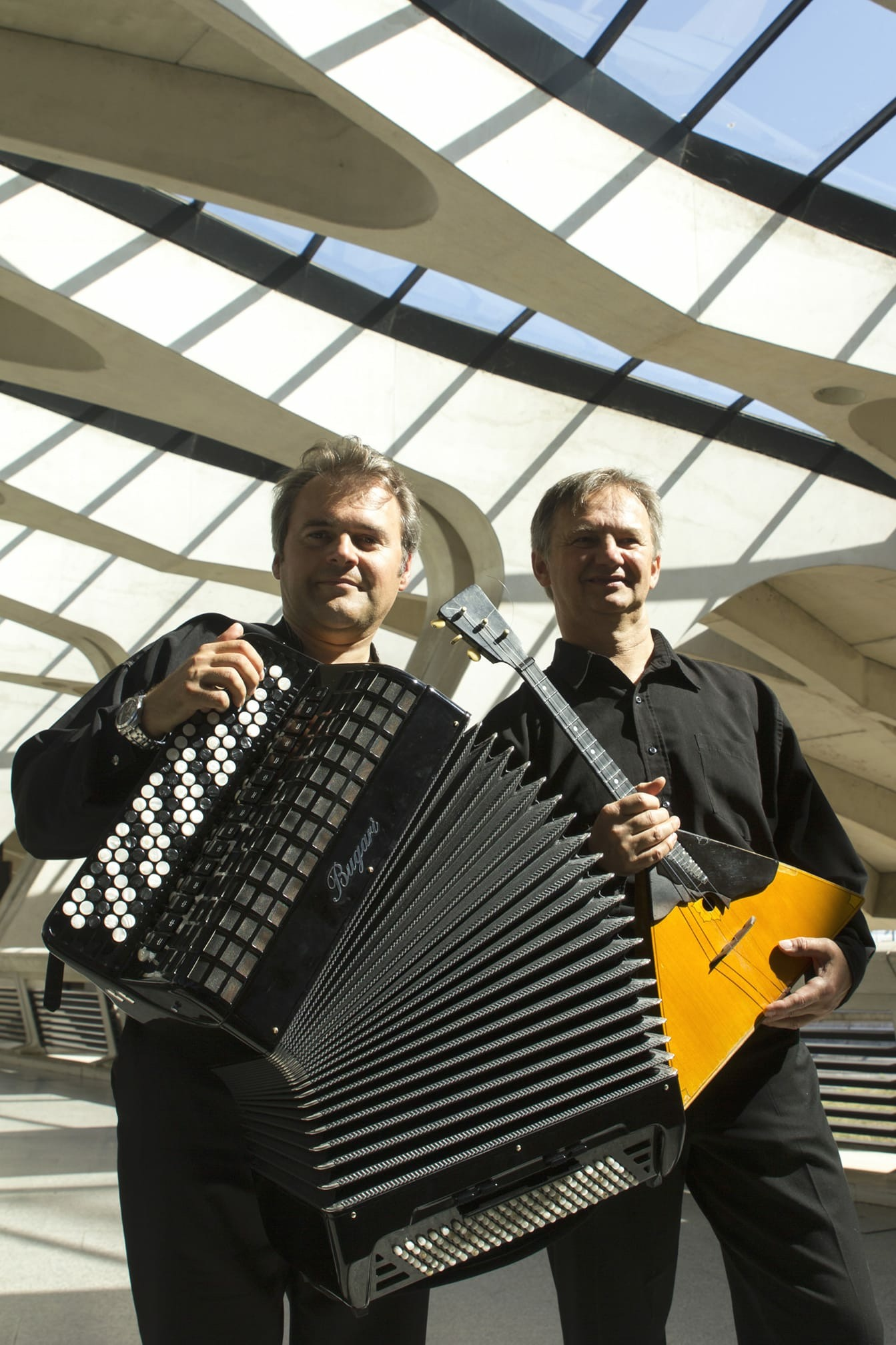
Roman et Alexei Birioukov

(C.N.I.M.A.) à Larodde dirigé par Jacques Mornet et plus tard par Nathalie Boucheix à Saint-Sauves d'Auvergne.
De 1999 à 2007 il représente la Russie dans le Jury du "Trophée Mondial" à la  C.M.A. (Confédération Mondiale d'Accordéon). En parallèle à son activité pédagogique, Roman continue à faire de très nombreux concerts en tant que soliste mais, également, au sein du duo Duo Paris-Moscou avec Domi Emorine ; avec sa sœur Anna Jbanova  en duo Jbanov (piano-accordéon) et plus tard il crée le duo russe avec Alexei Birioukov (balalaïka).

Depuis 2009 il est Président de l'association culturelle franco-russe « Sancyberie ». Depuis 2013, il organise le concours international d'accordéon "Les Etoiles Sancyberie" initialement au Mont-Dore (Puy-de-Dôme). Il est souvent sollicité pour être membre de jurys internationaux de différents concours dans le monde (Trophée Mondial, Castelfidardo) et d'autres. Il anime des master-classes avec Domi Emorine dans le cadre de stages d'été de l'Académie musicale d'été « Les Rencontres Musicales des Monts Dore » à La Bourboule depuis 2003. Il intervient en tant que conférencier à ARTS² au Conservatoire Royal de Mons.

## Discographie
- Fantaisies Russes (collection jeunes talents) avec le grand orchestre d'instruments populaires russes
- Laureat of international accordion competition - Concert 1995
- Laureat of international accordion competition - Concert 1996
- Laureat of international accordion competition - Concert 1997
- L'ancien château – Concert 1998
- R. Jbanov - Intérieur

En Duo Paris-Moscou
- Paris-Moscou
- Paris-Moscou présente Franck Angelis

En duo avec sa sœur Anna Jbanova au piano 
- Duo Jbanov (piano-accordéon) "Les Contes Slaves"
- Duo russe avec Alexei Birioukov (accordéon et balalaïka) "Révélations"[4]